# Vojnův Městec
Vojnův Městec är en köping i Tjeckien.   Den ligger i regionen Vysočina, i den centrala delen av landet, 110 km öster om huvudstaden Prag. Vojnův Městec ligger 590 meter över havet och antalet invånare är 720.
Terrängen runt Vojnův Městec är lite kuperad. Runt Vojnův Městec är det ganska glesbefolkat, med 43 invånare per kvadratkilometer. Närmaste större samhälle är Hlinsko, 9,4 km norr om Vojnův Městec. I omgivningarna runt Vojnův Městec växer i huvudsak barrskog.